# Луси Бејквел Одубон
Луси Бејквел Одубон (рођена Бејквел; 18. јануар 1787, Дербишир, Енглеска — 18. јун 1874, Шелбивил, Кентаки) била је учитељ и филантроп. Била је супруга Џона Џејмса Одубона, америчког орнитолога, природњака и сликара. Луси Бејквел Одубон је наводно финансијски подржала објављивање књиге Птице Америке Џона Џејмса Одубона, његовог најпризнатијег дела. Осим што је помагала свом мужу, Одубон је основала две успешне школе и предано је радила на подучавању својих ученика.

## Младост
Луси Бејквел је рођена у породици Вилијама и Луси (Грин) Бејквел, имућног пара који је живео у Дербиширу у Енглеској. Њен отац се залагао за њено образовање, верујући да је образовање „неопходно да би жена постала бољи сапутник и помоћница мушкарцу за кога се удала“. Послао је Луси у оближњи интернат, али њено образовање је највише унапредило њено сопствено учење. Поред тога што је имала личног тутора као и мајку која је дубоко бринула о образовању своје ћерке, Луси Бејквел се образовала тако што је често посећивала огромну очеву библиотеку. Традиција тврди да су политичке идеологије њеног оца на крају натерале да пресели своју породицу у Њу Хејвен, Конектикат, 1798. године када је Луси имала 11 година. Међутим, до 1803. поново су се преселили, у Нористаун, у Пенсилванији, настанивши се на Фатланд Форду, породичној плантажи. Луси је успела да одржи блиску везу са својом проширеном породицом, о чему сведоче бројна писма између њих.

## Брак и породица
У Пенсилванији је Луси упознала Џона Џејмса Одубона. Њихово дружење је почело убрзо након тога, а Џон Џејмс Одубон је често посећивао Фатланд Форд. Луси је чак често подучавала Џона Џејмса енглеском језику. Заузврат, Џон Џејмс је научио Луси да говори француски. Њихово удварање, међутим, није прошло без свађа. Како су године пролазиле, Луси Бејквел је наставила да води Џона Џејмса, охрабрујући га да прихвати позицију код њеног ујака, Бенџамина. Овај подухват се показао неуспешним, а Луси је одлучила да се уда за Џона Џејмса. Невољно, Вилијам Бејквел је пристао на то. Луси Бејквел и Џон Џејмс Одубон венчали су се 5. априла 1808. у салону у Фатланд Форду. Луси Бејквел је званично постала Луси Бејквел Одубон.
Младенци су се преселили у Луивил, у Кентакију. Луси је често помагала свом мужу купујући робу за његову радњу, која је на крају затворена. Убрзо, мало је виђала Џона Џејмса, пошто је већину времена проводио у шумама. Њихов први син, Виктор Гифорд Одубон, рођен је 1809. Њихово друго дете, Џон Вудхаус Одубон, рођен је 1812. Такође је имала две ћерке, Луси и Роуз, које су умрле у детињству.
Убрзо након рођења сина, пар је брзо изгубио финансијску стабилност. Док је Џон Џејмс покушавао да састави крај с крајем за своју породицу, Луси је упознала Елизабет Спид Ренкин, која ју је замолила да подучава њену децу. Наставила је то да ради док је Џон Џејмс путовао. Његова одсуства су била честа и дуга, остављајући Луси да брине за породицу. У једном тренутку, Луси се вратила у Фатланд Форд са својом децом.

## Каријера
Речено је да је Луси Одубон, упркос томе што је „одгајана у удобности“, на крају „постала жена огромне снаге у невољи“. Да би издржавала своју породицу, Одубон је тражила аванс за наследство и добила је 8.000 долара од свог оца. Породица је, наравно, осетила дуга одсуства Џона Џејмса, али Луси је служила као „хранилац“. Неуморно је радила да би подржала успех свог мужа док је бринула о својим синовима, подучавала и служила као гувернанта. Касније је ангажована да ради за Џејн Перси из Бич Вудса, плантаже у садашњем округу Западна Фелисијана у Луизијани. На овој позицији, препозната је као „жена од префињености и интелигенције, добро квалификована и искусна учитељица“. Предавала је бројним студентима, од којих су сви били из богатих области у Фелисијани. Сматрало се да је „сурогат мајка“ за многе своје ученике.
Забележено је да је Џон Џејмс рекао: „Моја жена је одлучила да моја генијалност победи и да мој коначни успех као орнитолога треба да постане тријумфалан. Чак је успела да уштеди 3.000 долара да пошаље Џона Џејмса у Европу, пошто је радио на објављивању свог најпознатијег дела. За његову другу публикацију, она је путовала са Џоном Џејмсом и договорила гравирање и објављивање Птица Америке. Њена подршка његовим настојањима је на крају омогућила Џону Џејмсу могућност да увећа породично богатство. Речено је да, без Луси Бејквел Одубон, Џон Џејмс Одубон не би био тако успешан—ако би уопште био.
Луси Одубон је такође помогла у стварању и објављивању Живота Џона Џејмса Одубона: Природњак, иако је у великој мери за то заслужан њен муж. У оригиналној публикацији се признаје да ју је уредила „његова удовица“.

## Смрт и наслеђе
Када је Џон Џејмс умро, Луси се вратила на посао са 70 година. Слично као и њихов отац, два њена сина су доживела неуспеле пословне подухвате. Луси је, тако поново морала да издржава своју породицу. У писму пријатељу, Луси је рекла: „Чини ми се као да смо породица осуђена на пропаст, јер смо сви мање-више у финансијским потешкоћама.
Двадесет три године након Џона Џејмса, Луси Одубон је умрла у 86. години. Била је са својим братом Вилом у Шелбивилу у Кентакију.
Иако се њен муж добро памти, Луси Бејквел Одубон се често сматра великим делом његовог успеха. Постала је тема публикације из 1982, Луси Одубон: Биографија од Каролин ДеЛате.